# Batagayita
La batagayita és un mineral de la classe dels fosfats. Rep el nom per la ciutat de Batagay, situada a uns 50 km de la localitat tipus.

## Característiques
La batagayita és un fosfat de fórmula química CaZn₂(Zn,Cu)₆(PO₄)₄[PO₃(OH)]₃(H₂O)₉·3H₂O, sent el primer hidroxofosfat natural de calci i zinc trobat a la natura. Va ser aprovada com a espècie vàlida per l'Associació Mineralògica Internacional l'any 2017, sent publicada per primera vegada el 2018. Cristal·litza en el sistema monoclínic. La seva duresa a l'escala de Mohs és 3.
L'exemplar que va servir per a determinar l'espècie, el que es coneix com a material tipus, es troba conservat a les col·leccions del museu mineralògic de la Universitat Estatal de Sant Petersburg (Rússia), amb el número de catàleg: 19659/1.

## Formació i jaciments
Va ser descoberta al dipòsit de Kester, situat al massís d'Arga-Ynnakh-Khaya, dins el districte de Verkhoyansk (Sakhà, Rússia), sent l'únic indret de tot el planeta on ha estat descrita aquesta espècie mineral.